# Machaeraptenus ventralis
Machaeraptenus ventralis är en fjärilsart som beskrevs av William Schaus 1894. Machaeraptenus ventralis ingår i släktet Machaeraptenus och familjen björnspinnare. Inga underarter finns listade i Catalogue of Life.